# Jan Sienkiewicz
Jan Sienkiewicz, ps. „Jan S. Kieniewicz”, lit. Jan Senkevič (ur. 10 stycznia 1956 w Wirbiniszkach koło Wilna) – litewski publicysta i dziennikarz narodowości polskiej, poseł na Sejm litewski w latach 1997–2000.

## Życiorys
W latach 1973–1978 studiował anglistykę i germanistykę w Mińsku, po czym przez rok pracował w szkole podstawowej koło Oszmiany na Białorusi. Po powrocie na Litwę pracował w redakcji dziennika „Czerwony Sztandar” (1979–1989). Początkowo był tam tłumaczem, następnie korespondentem i kierownikiem działu.
W 1988 był współzałożycielem Stowarzyszenia Społeczno-Kulturalnego Polaków na Litwie, którego został prezesem. W 1989, po przekształceniu tego stowarzyszenia w Związek Polaków na Litwie, był jego pierwszym prezesem (przez dwie kadencje). Ponownie funkcję prezesa związku pełnił w latach 2000–2001. W 1990 był współzałożycielem i współwydawcą polskiego dwutygodnika „Magazyn Wileński”, z którym związany był do 1997. W 1991 został współzałożycielem i współwłaścicielem Wydawnictwa Polskiego w Wilnie.
W 1994 należał do współzałożycieli polskiej partii politycznej na Litwie – Akcji Wyborczej Polaków na Litwie. Był pierwszym prezesem tego ugrupowania.
Od 1995 do 1997 sprawował mandat radnego Wilna. W marcu 1997 wybrano go na posła z okręgu Wilno-Soleczniki. Mandat sprawował do października 2000. W latach 2000–2003 ponownie zasiadał w radzie miasta Wilna z listy AWPL.
Jest autorem około 900 artykułów opublikowanych w prasie polskiej na Litwie, tekstów dotyczących głównie spraw polskich. Regularny felietonista w „Kurierze Wileńskim”. Jego artykuły z okresu przewodniczenia organizacji litewskich Polaków oraz wykonywania mandatu poselskiego zostały wydane w postaci dwóch antologii. Jest autorem lub redaktorem kilkunastu książek. Zajął się także dokumentacją cmentarzy na Litwie, rejestrując znajdujące się tam polskie groby.

## Życie prywatne
Żonaty, ma dwoje dzieci.

## Wybrane publikacje
- Jan Sienkiewicz: Żywot jak słońce, Wilno 1996.
- Jan Sienkiewicz: Ksiądz Józef Grasewicz, Toruń 1999.
- Jan Sienkiewicz (oprac.): Wspomnienia, baśnie. Józef Grasewicz, Toruń 1999.
- Jan Sienkiewicz: Nadworna malarka Ostrobramskiej, Wilno 2002.
- Jan Sienkiewicz (red.): Kronika na gorąco pisana. „Czerwony Sztandar” – „Kurier Wileński” 1953–2003, Wilno 2003.